# Fitou
Fitou település Franciaországban, Aude megyében. Lakosainak száma 1147 fő (2022. január 1.). Fitou Caves, Feuilla, Leucate, Treilles, Opoul-Périllos és Salses-le-Château községekkel határos.

## Népesség
A település népessége az elmúlt években az alábbi módon változott:
| Lakosok száma | 555  | 542  | 579  | 808  | 1022 | 1042 | 1060 | 1069 | 1096 | 1147 |
|               | 1968 | 1982 | 1990 | 2006 | 2013 | 2015 | 2017 | 2019 | 2020 | 2022 |